# زیردریایی یو-۱۷۸
زیردریایی یو-۱۷۸ (به انگلیسی: German submarine U-178) یک زیردریایی بود که طول آن ۸۷٫۵۸ متر (۲۸۷ فوت ۴ اینچ) و ارتفاع آن ۱۰٫۲ متر (۳۳ فوت ۶ اینچ) بود. این زیردریایی در سال ۱۹۴۱ ساخته شد.